# Stazione di Kazo
La stazione di Kazo (加須駅?, Kazo-eki) è una stazione ferroviaria situata nella città omonima della prefettura di Saitama, in Giappone, ed è servita dalla linea Sky Tree delle Ferrovie Tōbu.

## Linee
Ferrovie Tōbu
● Linea Tōbu Isesaki (Linea Tōbu Sky Tree)

## Struttura
La stazione è dotata di un marciapiede laterale e uno a isola con tre binari passanti in superficie. Il fabbricato viaggiatori si trova sopra il piano del ferro, ed è collegato alla banchina da scale mobili, fisse e ascensori.
| 1   | ● Linea Sky Tree     | per Kuki, Tōbu Dōbutsukōen, Kasukabe e Asakusa |
| 2-3 | ● Linea Tōbu Isesaki | per Tatebayashi, Ashikagashi e Ōta             |

## Stazioni adiacenti
| «                  | Servizio               | »                  |
| Linea Tōbu Isesaki | Linea Tōbu Isesaki     | Linea Tōbu Isesaki |
| ------------------ | ---------------------- | ------------------ |
| Hanasaki           | Locale                 | Minami-Hanyū       |
| Hanasaki           | Semiespresso sezionale | Minami-Hanyū       |
| Hanasaki           | Espresso sezionale     | Minami-Hanyū       |
| Transito           | Semiespresso           | Transito           |
| Transito           | Espresso               | Transito           |